# 8e étape du Tour de France 2008
Pour un article plus général, voir Tour de France 2008.
La 8e étape du Tour de France 2008 s'est déroulée le 12 juillet. Le parcours de 172.5 kilomètres reliait Figeac à Toulouse.

## Profil de l'étape
Le départ est donné à Figeac, dans le Lot. Le parcours pénètre rapidement dans le département de l'Aveyron où se situe l'essentiel des difficultés de l'étape. Il s'agit des côtes de Loupiac (4e catégorie, 9e km), de Macarou (3e catégorie, 37e km) et de la Guionie (4e catégorie, 53e km). Le passage dans le département du Tarn est immédiatement suivi de la côte du Port de la Besse (4e catégorie), dernière ascension référencée. Les cent derniers kilomètres menant à la préfecture de la Haute-Garonne, Toulouse, sont essentiellement en plaine. Les trois sprints intermédiaires sont situés à La Salvetat-Peyralès (58e km), Carmaux (85e km) et Rabastens (135e km).

## La course
Le Français Laurent Lefèvre (Bouygues Telecom) s'est échappé seul durant la première partie de course, avant d'être rejoint par un trio composé de son coéquipier Jérôme Pineau, de l'Espagnol Amets Txurruka (Euskaltel-Euskadi) et d'un autre Français, Christophe Riblon (AG2R La Mondiale).
Ces quatre se sont bien entendus, Pineau devenant même maillot jaune virtuel par moments, en raison de son faible retard sur le leader Kim Kirchen. Mais les coéquipiers de ce dernier maintiennent l'écart autour des 5 minutes et reviennent rapidement à l'approche de l'arrivée à Toulouse. Après un léger relâchement, le peloton accuse un retard d'environ 50 secondes à 25 kilomètres de l'arrivée. Quelques kilomètres plus loin, Pineau et Txurruka poursuivent seuls, mais sont repris à moins de 4 km de la ligne d'arrivée. Le Britannique Mark Cavendish (Team Columbia) remporte alors le sprint final devant son coéquipier Gerald Ciolek et le Français Jimmy Casper (Agritubel).

## Sprints intermédiaires
| Premier   | Laurent Lefèvre   | 6 pts. |
| Deuxième  | Amets Txurruka    | 4 pts. |
| Troisième | Christophe Riblon | 2 pts. |

| Premier   | Christophe Riblon | 6 pts. |
| Deuxième  | Laurent Lefèvre   | 4 pts. |
| Troisième | Amets Txurruka    | 2 pts. |

| - 3. Sprint intermédiaire de Rabastens (kilomètre 134,5) \| Premier \| Laurent Lefèvre \| 6 pts. \| \| Deuxième \| Amets Txurruka \| 4 pts. \| \| Troisième \| Jérôme Pineau \| 2 pts. \| |                 |        |
| Premier | Laurent Lefèvre | 6 pts. |
| Deuxième | Amets Txurruka  | 4 pts. |
| Troisième | Jérôme Pineau   | 2 pts. |

## Côtes
| Premier   | David de la Fuente | 3 pts. |
| Deuxième  | Simon Gerrans      | 2 pts. |
| Troisième | Egoi Martínez      | 1 pts. |

| Premier   | Laurent Lefèvre    | 4 pts. |
| Deuxième  | David de la Fuente | 3 pts. |
| Troisième | Yoann Le Boulanger | 2 pts. |
| Quatrième | Sandy Casar        | 1 pts. |

| Premier   | Laurent Lefèvre   | 3 pts. |
| Deuxième  | Amets Txurruka    | 2 pts. |
| Troisième | Christophe Riblon | 1 pts. |

| Premier   | Laurent Lefèvre   | 4 pts. |
| Deuxième  | Amets Txurruka    | 3 pts. |
| Troisième | Jérôme Pineau     | 2 pts. |
| Quatrième | Christophe Riblon | 1 pts. |

## Classement de l'étape
| Classement de la 8e étape | Classement de la 8e étape | Classement de la 8e étape | Classement de la 8e étape | Classement de la 8e étape |
|                           | Coureur                   | Pays                      | Équipe                    | Temps                     |
| ------------------------- | ------------------------- | ------------------------- | ------------------------- | ------------------------- |
| 1er                       | Mark Cavendish            | GBR                       | Team Columbia             | en 4 h 02 min 54 s        |
| 2e                        | Gerald Ciolek             | GER                       | Team Columbia             | m.t.                      |
| 3e                        | Jimmy Casper              | FRA                       | Agritubel                 | m.t.                      |
| 4e                        | Óscar Freire              | ESP                       | Rabobank                  | m.t.                      |
| 5e                        | Robert Förster            | GER                       | Gerolsteiner              | m.t.                      |
| 6e                        | Erik Zabel                | GER                       | Team Milram               | m.t.                      |
| 7e                        | Gert Steegmans            | BEL                       | Quick Step                | m.t.                      |
| 8e                        | Sébastien Chavanel        | FRA                       | Française des jeux        | m.t.                      |
| 9e                        | Thor Hushovd              | NOR                       | Crédit agricole           | m.t.                      |
| 10e                       | Robert Hunter             | RSA                       | Barloworld                | m.t.                      |
| modifier                  |                           |                           |                           |                           |

## Classement général
| Classement général | Classement général    | Classement général | Classement général | Classement général  |
|                    | Coureur               | Pays               | Équipe             | Temps               |
| ------------------ | --------------------- | ------------------ | ------------------ | ------------------- |
| 1er                | Kim Kirchen           | LUX                | Team Columbia      | en 32 h 26 min 34 s |
| 2e                 | Cadel Evans           | AUS                | Silence-Lotto      | + 06 s              |
| 3e                 | Stefan Schumacher     | GER                | Gerolsteiner       | + 16 s              |
| 4e                 | Christian Vande Velde | USA                | Garmin Chipotle    | + 44 s              |
| 5e                 | Denis Menchov         | RUS                | Rabobank           | + 1 min 03 s        |
| 6e                 | Alejandro Valverde    | ESP                | Caisse d'Épargne   | + 1 min 12 s        |
| 7e                 | David Millar          | GBR                | Garmin Chipotle    | + 1 min 14 s        |
| 8e                 | Stijn Devolder        | BEL                | Quick Step         | + 1 min 21 s        |
| 9e                 | Óscar Pereiro         | ESP                | Caisse d'Épargne   | + 1 min 21 s        |
| 10e                | Thomas Lövkvist       | SWE                | Team Columbia      | + 1 min 21 s        |
| modifier           |                       |                    |                    |                     |

## Classements annexes

### Classement par points
| Classement par points | Classement par points | Classement par points | Classement par points | Classement par points |
| --------------------- | --------------------- | --------------------- | --------------------- | --------------------- |
|                       | Coureur               | Pays                  | Équipe                | Point(s)              |
| 1er                   | Óscar Freire          | ESP                   | Rabobank              | 119 points            |
| 2e                    | Kim Kirchen           | LUX                   | Team Columbia         | 119 pts               |
| 3e                    | Thor Hushovd          | NOR                   | Crédit agricole       | 105 pts               |
| modifier              |                       |                       |                       |                       |

### Classement de la montagne
| Classement du meilleur grimpeur | Classement du meilleur grimpeur | Classement du meilleur grimpeur | Classement du meilleur grimpeur | Classement du meilleur grimpeur |
| ------------------------------- | ------------------------------- | ------------------------------- | ------------------------------- | ------------------------------- |
|                                 | Coureur                         | Pays                            | Équipe                          | Point(s)                        |
| 1er                             | David de la Fuente              | ESP                             | Saunier Duval-Scott             | 34 points                       |
| 2e                              | Sylvain Chavanel                | FRA                             | Cofidis                         | 27 pts                          |
| 3e                              | Thomas Voeckler                 | FRA                             | Bouygues Telecom                | 27 pts                          |
| modifier                        |                                 |                                 |                                 |                                 |

### Classement du meilleur jeune
| Classement général du meilleur jeune | Classement général du meilleur jeune | Classement général du meilleur jeune | Classement général du meilleur jeune | Classement général du meilleur jeune |
|                                      | Coureur                              | Pays                                 | Équipe                               | Temps                                |
| ------------------------------------ | ------------------------------------ | ------------------------------------ | ------------------------------------ | ------------------------------------ |
| 1er                                  | Thomas Lövkvist                      | SWE                                  | Team Columbia                        | en 32 h 27 min 55 s                  |
| 2e                                   | Andy Schleck                         | LUX                                  | Team CSC Saxo Bank                   | + 37 s                               |
| 3e                                   | Maxime Monfort                       | BEL                                  | Cofidis                              | + 46 s                               |
| modifier                             |                                      |                                      |                                      |                                      |

### Classement par équipes
| Classement par équipes | Classement par équipes | Classement par équipes | Classement par équipes |
|                        | Équipe                 | Pays                   | Temps                  |
| ---------------------- | ---------------------- | ---------------------- | ---------------------- |
| 1re                    | Team CSC Saxo Bank     | Danemark               | en 97 h 22 min 08 s    |
| 2e                     | Team Columbia          | États-Unis             | + 2 min 52 s           |
| 3e                     | Caisse d'Épargne       | Espagne                | + 3 min 29 s           |
| modifier               |                        |                        |                        |

### Combativité
Laurent Lefèvre (Bouygues Telecom)

## Abandon
Aucun

## Exclu
Manuel Beltrán, contrôlé positif à l'EPO (Liquigas)